# Edgar Feuchtinger
Edgar Feuchtinger (9. november 1894 – 21. januar 1960) var en tysk officer og general i 2. Verdenskrig. I januar 1945 blev han dømt til døden for faneflugt, i marts blev han benådet og skulle sendes til fronten som menig.

## Første Verdenskrig og optagelse i Reichswehr
Som søn af en nodeforhandler kom han på gymnasiet og fik studentereksamen i 1907. Derefter kom han på officersskole i Karlsruhe og fortsatte sin uddannelse på Hauptkadettenanstalt (HKA) i Groß-Lichterfelde. Allerede her blev han bemærket for sit mod og store begavelse vedrørende militære forhold. Kort efter udbruddet af 1. Verdenskrig blev han den 7. august 1914 udnævnt til fænrik. Med sin enhed, det 14. fodartilleriregiment fra Baden, marcherede han til fronten. Den 18. august 1915 blev han forfremmet til løjtnant. i
I de følgende år kæmpede han i Rusland og Frankrig. Han deltog i slaget ved Verdun, slaget ved Somme og slaget ved Aisne, ved Chemin des Dames og fra den 25. september 1917 tilhørte han det 212. fodartilleriregiment. Den 21. marts 1919 blev han optaget i Reichswehr og gik i tjeneste i 13. artilleriregiment. I de følgende år blev han gentagne gange forflyttet, fordi han gjorde et negativt indtryk på sine overordnede. Fra den 1. oktober 1920 blev han forflyttet til det 25. skytteregiment, og allerede den 1. januar 1921 blev han forflyttet til 13. württembergske infanteriregiment. Han var i 5. artilleriregiment fra 1. oktober 1921. Tre år senere blev han forflyttet til 2. preussiske artilleriregiment. Den 1. april 1925 blev han forfremmet til premierløjtnant.

## Artillerichef og organisator
Fra den 1. februar 1929 gjorde han tjeneste som chef for et batteri i 7. bayerske artilleriregiment. Han blev forfremmet til kaptajn den 1. november 1929. Han blev chef for et batteri i 10. artilleriregiment den 1. oktober 1934. Derefter blev han lærer på feltartilleriskolen i Jüterbog. Samme år blev han 1. november forfremmet til major. Da han havde vist sig at være en fremragende organisator af tropper, fik han til opgave at lede hærens tropper ved nazisternes Reichsparteitag i Nürnberg i 1935. Disse færdigheder gjorde man også brug af i 1936 ved de olympiske lege i Berlin, hvor han var med i organisationskomiteen.
Fra 1. oktober 1937 var han chef for 3. bataljon i 26. artilleriregiment, som var en del af 26. infanteridivision. Han blev forfremmet til oberstløjtnant den 1. august 1938. Han blev chef for det 227. artilleriregiment i 227. infanteridivision den 26. august 1939. Med denne enhed deltog han i kampene i Belgien og Frankrig, hvor han var stationeret indtil oktober 1941. Herefter blev han overført til Østfronten, hvor han 1. august 1941 blev forfremmet til oberst. Ved Heeresgruppe Nord beviste Feuchtinger igen sit store organisationstalent, idet han ved hjælp af tilfældige grupper soldater og erobrede våben dannede en ny kampenhed og brød ud af en sovjetisk omringning.

### Indmarchen i Sydfrankrig og genopstilling af 21. panserdivision
Den 27. november 1942 havde han kommandoen over kampgruppe A, som besatte byen Toulon i forbindelse med, at den franske flåde blev sænket af sine besætninger. Han besatte byen og forsøgte at få kontrol over de franske skibe i havnen. Den 7. april fik han kommandoen over den hurtige artilleribrigade 931. I de følgende måneder opstillede og bevæbnede han en ny division med forskellige enheder. Den fik betegnelsen 21. panserdivision (divisionen med denne betegnelse var blevet taget til fange i Tunesien). Han afgav selv melding til Adolf Hitler om opstillingen af "hans" division, og han blev forfremmet til generalmajor og chef for panserdivisionen den 1. august 1943.

### Invasionen i Normandiet
Da invasionen i Normandiet begyndte den 6. juni 1944, var den 21. panserdivision den eneste tyske enhed, som umiddelbart kunne støtte tropperne ved strandene. Feuchtinger opholdt sig den pågældende dag i Paris. Han tog sin elskerinde, en skuespillerinde fra Hamburg, med til sin divisions kommandopost. Det viste sig imidlertid, at Feuchtinger ikke var uddannet i at lede en stor enhed. Da han skulle gennemføre et angreb med sin division i slaget om Caen, afbrød det han det, fordi han fik melding om, at britiske faldskærmsjægere var landet bag hans divisions front. Denne meddelelse viste sig at være forkert, da det kun drejede sig om forsyningsnedkastninger. Han blev forfremmet til generalløjtnant den 1. august 1944. Kort efter fik han den 6. august ridderkorset verliehen.

## Domfældelse ved Reichskriegsgericht
Mens hans division var indviklet i svære kampe i området ved Saarlouis i januar 1945, opholdt han sig i Celle og sørgede for en velforsynet bolig for sin elskerinde på et gods. Han tildelte hende også tre underofficerer til at gøre tjeneste. Dette opbud forblev ikke skjult for de lokale, og de blev ophidsede. Den 5. januar 1945 blev han derfor fængslet og blev stillet for en krigsret. Anklagen lød på berigelse på jødisk formue ved salg af pelse, unddragelse af underofficererne fra krigstjeneste, misbrug af hærens ejendom og videregivelse af militære hemmeligheder til hans sydamerikanske elskerinde. I dommen af 19. marts 1945 blev han dømt til døden for faneflugt og degraderet til kanonér.

## Benådning og desertering
Den 2. marts 1945 besluttede Hitler, at Feuchtinger skulle sendes tilbage til fronten. Han skulle melde sig ved 20. pansergrenaderdivision ved Seelow. En eftersøgning, som blev indledt af divisionen den 12. april, forblev resultatløs. I stedet for at begive sig til fronten gemte han sig på sit gods ved Celle. Den 29. maj gik han i generalsuniform i britisk krigsfangenskab. Han passerede gennem flere fangelejre, og hans tilstedeværelse i den amerikanske krigsfangelejr i Allendorf stødte på heftige protester fra de øvrige generaler. Den 23. august 1947 blev han løsladt fra krigsfangenskabet i Wuppertal.

## Efterkrigstiden og medarbejder for GRU
Da han udgav sig for at være offer for nationalsocialismen, fik han den højeste sats af generalspension. Efterfølgende var han beskæftiget som repræsentant for adskillige firmaer og Vulkanværftet i Bremen. Gennem ægteskab med en rig enke opnåede han en stilling indenfor handel med stålprodukter fra storindustrien. I maj 1953 mødtes han med en ukendt person på hovedbanegården i Krefeld, og denne viste ham et dokument, hvoraf det fremgik at han siden 12. april 1945 havde været eftersøgt af feltgendarmeriet. Den ukendte person krævede information af ham om oprustningen, da dokumentet ellers ville blive offentliggjort. Han indvilligede i at levere oplysninger til den militære sovjetiske efterretningstjeneste GRU. Han skulle sende informationen til en adresse i Berlin-Pankow.

### Kontakt til tidligere generaler
Derefter tog han kontakt til tidligere generaler fra Wehrmacht, hvorved han kom i forbindelse med Adolf Heusinger og Hans Speidel. Da forsvarsminister Theodor Blank den 13. november 1955 oplyste navnene på de første officerer i det nydannede Bundeswehr havde Feuchtinger allerede videregivet dem til sin kontaktadresse. Feuchtinger rejste meget som forbindelsesmand mellem storindustrien og Bundeswehr. Under dette dække besøgte han mange Bundeswehr-garnisoner og etablerede også kontakt til forsvarsministeriet. Der mødte han en gammel bekendt, oberst Carl-Otto von Hinckeldey. Denne havde i 1938 været Feuchtingers adjudant.

### Hjælp fra Hinckeldey
Feuchtinger opnåede at få Hinckeldeys fortrolighed, da han fortalte, at han ville gennemføre et studie af invasionen i 1944 og foretage militære sammenligninger med samtiden. På den måde fik Feuchtinger hemmelige dokumenter fra Hinckeldey om taktiske operationer, indsats af atomvåben og oplysninger om luftbårne tropper samt mange dokumenter fra Bundeswehr. Ved sit besøg i forsvarsministeriet mødtes han med general Werner Panitzki, der fra 10. januar 1958 var stabschef i forsvarskommandoen. De uhindrede og længerevarende ophold i ministeriet gjorde det muligt for ham at opholde sig på Hinckeldeys kontor, selv når denne ikke var til stede.

### Kontakter til NATO
Dokumenterne fotograferede han på mikrofilm og overlod dem til sin føringsofficer i Berlin, major Wladlen Michajlowitsch Michajlow, som han opsøgte ca. hver tredje måned. Disse rejser slørede han som forretningsrejser om olie i handelen mellem de tyske besættelseszoner. Også medlemmer af hans familie hjalp ham uden at vide det ved fremskaffelsen af nye materialer. I Paris fik han ansat en steddatter som sekretær ved NATO. En stedsøn hjalp ham med at kopiere dokumenter. Officerer i Nato, som hørte om hans angivelige historiske undersøgelser, bad ham i juni 1956 om at holde et foredrag på slagmarken ved Caen om kampenes forløb i 1944. Militære detaljer, som han erfarede i samtaler med disse officerer, videregav han til GRU.
I løbet af ca. 7 år lykkedes det ham at overgive ca. 1.000 dokumenter til russerne. Da han i januar 1960 igen rejste til et møde i Berlin, blev han ramt af et slagtilfælde. Da han ankom til banegården Berlin Zoo i Vestberlin kunne man nå at føre ham til et sygehus, hvor han pr. telefon overgav en adresse til sin kone, inden han døde den 21. januar. Michajlow forsøgte herefter i maj 1961, via hans kone, igen at komme i forbindelse med Hinckeldey, men denne forstod ikke hvad Michajlow ville opnå med sine spørgsmål.

## Afsløring og dom over Hinckeldey
Da Michaijlow i juni 1961 i Karlshorst, sædet for GRU centralen i DDR, genoptog samtalen med enken, afsløredes det, hvad hendes man havde været indblandet i. Fru Feuchtinger afslog straks enhver kontakt og rejste tilbage. Da Michajlow tvang en DDR-borger ved navn Kuhn til at aflægge et besøg ved Hinckeldey den 24. november 1961 i Rhöndorf, fortalte denne, at han var blevet presset til at påtage sig denne opgave. Hinckeldey meddelte det straks til den militære efterretningstjeneste, som arresterede Kuhn. Arrestationen af Hinckeldey fulgte nogle dage senere. Han blev i december 1962 dømt til seks måneders fængsel for brud på hemmeligholdelsespligten ved Bundesgerichtshof i Karlsruhe.